# كدمة جعيم

تعديل مصدري - تعديل

كدمة جعيم هي إحدى قرى عزلة جعار بمديرية خنفر التابعة لمحافظة أبين، بلغ تعداد سكانها 25 نسمة حسب تعداد اليمن لعام 2004.